# چارلز بوک‌ولد
چارلز بوک‌ولد (دانمارکی: Charles Buchwald; ۲۲ اکتبر ۱۸۸۰ – ۱۹ نوامبر ۱۹۵۱) بازیکن فوتبال اهل دانمارک بود.
وی به‌همراه تیم ملی فوتبال دانمارک به مدال نقره در بازی‌های المپیک تابستانی ۱۹۰۸ و ۱۹۱۲ رسیده‌است.